# Tishomingo Railroad
Die Tishomingo Railroad (AAR reporting mark: TISH) war eine Rangier-Eisenbahngesellschaft im US-Bundesstaat Mississippi. Die Gesellschaft betrieb die 17,7 Kilometer lange Strecke von Iuka zum nördlichen davon gelegenen Industriegebiet Tri-State Commerce Park. In Iuka besteht eine Übergangsmöglichkeit zur Norfolk Southern Railway.

## Geschichte
Von 1978 bis 1982 begann die Tennessee Valley Authority (TVA) im Norden des Tishomingo County mit dem Bau des Atomkraftwerkes Yellow Creek Nuclear Plant. Dafür wurde von der TVA eine Bahnstrecke errichtet und betrieben. Nachdem der Bau des Kraftwerkes und auch anschließend auf dem Gelände begonnene Bau einer Raketentestanlage für die NASA 1988 gescheitert waren, wurde das Gelände zum Industriepark Tri-State Commerce Park umgewandelt. 
Die Tishomingo Railroad wurde 1999 gegründet, um ab dem 15. Mai 2000 die dem Bundesstaat gehörende Strecke in das Industriegebiet Tri-State Commerce Park, ein früheres Gelände der NASA zur Herstellung von Raketenmotoren, zu betreiben. Am 1. April 2006 erwarben die Indiana Boxcar Corporation (INBC) und Vintage Locomotives die Gesellschaft zu gleichen Teilen.
Zum 1. August 2009 übernahm die Mississippi Central Railroad (MSCI) den Betrieb auf der Strecke. Alles Anlagevermögen wurde an die MSCI verkauft.

## Fahrzeugpark
Die Gesellschaft hat zwei EMD GP9M (Nr. 221 und 222) und fünf GE U23B im Bestand.